# Tribistovo jezero
Tribistovo jezero ist ein 1989 künstlich angelegter Stausee im Norden des Kantons West-Herzegowina in Bosnien-Herzegowina.
Der See ist 500 m lang, 300 m breit und bis zu 10 m tief. Er liegt auf 903 m ü. M. beim Ort Tribistovo, der zur Großgemeinde Posušje gehört.